# Japonská literatura

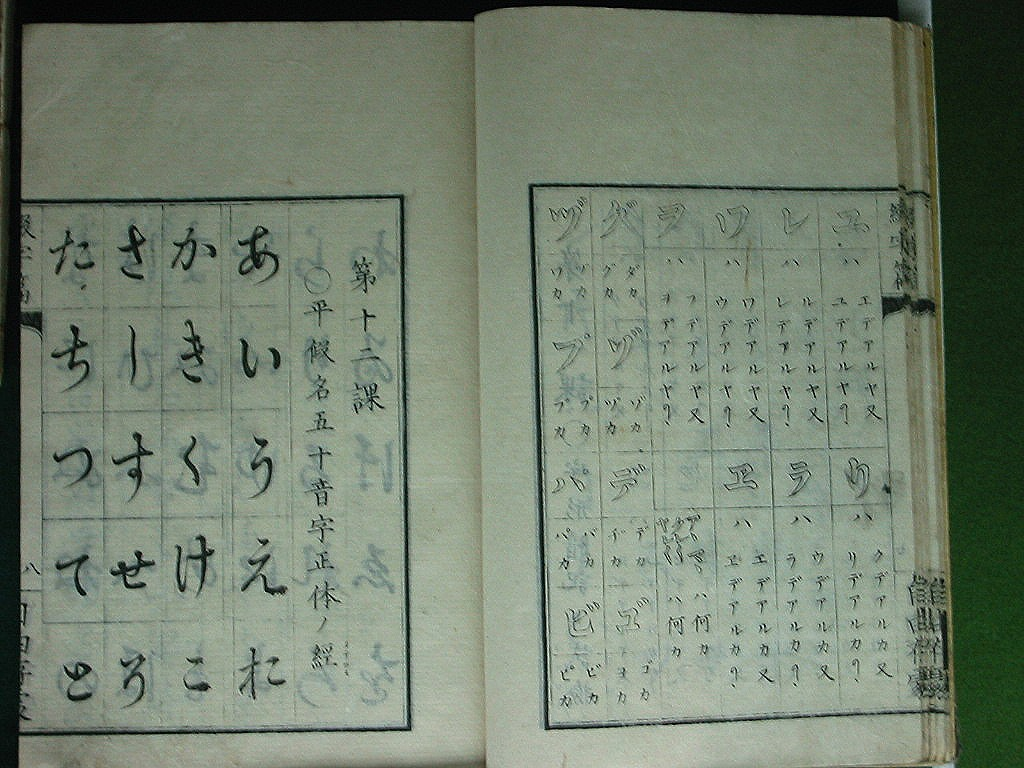
Text psaný slabičnou abecedou hiragana

Počátky japonské literatury se datují do 8. století. Z této doby se dochovaly kroniky psané převážně čínsky. Nejstarší literární díla na Japonské ostrovy pronikaly Číny a Indie, jejichž prostřednictví byl šířen buddhismus. Později se zformovaly japonské slabičné abecedy, kany – hiragana a katakana – používané zprvu k psaní poezie od 9. století. Během následujících staletí se rozvíjely různé literární žánry jako monogatari (vyprávění), deníková literatura, epika a další. V 18. století vznikla jedna z nejznámějších japonských básnických forem – haiku. Během 19. století, kdy se Japonsko otevřelo světu, se objevily překlady zahraničních děl. Ve 20. století se literatura používala především k propagandistickým účelům a běžné žánry se de facto přestaly vyskytovat. Již od středověku byly v Japonsku populární ilustrované příběhy, které se vyvinuly do dnešních manga komiksů.

## Historie

### Nejstarší literatura
Nejstarší japonské literární památky spadají do období Asuka a Nara. V těch dobách Japonci ještě neměli vlastní písmo. Z pevniny sem pronikly psané texty na artefaktech, dřevěných destičkách, mincích atd. S oficiálním uvedením buddhismu v 6. století vzrostl na ostrově počet psaných listin a zájem o znalost čínského jazyka, mluveného, i psaného. Aplikovat přímo čínské písmo na japonštinu bylo však vyloučeno především kvůli podstatnému rozdílu obou jazyků. Postupně vzniklo několik způsobů, jak číst čínské znaky japonsky. Takzvané sinojaponské čtení, kdy se čínské znaky čtou s japonskou výslovností, zůstalo v užívání až do dnes. Původní podoba zápisu byla vertikálně. Dodnes si převážná část beletrie, časopisy a slovníky zachovaly způsob vertikálního řádkování a čtení zprava doleva. Od devátého století byl z Číny přejat tisk z dřevěných desek. Používal se téměř výhradně na tisk náboženských textů. K šíření světské a jiné literatury se začal používat tisk až od 16. století.[zdroj?]
Jako první tři významné literární památky se uvádí kroniky Kodžiki (712), Nihonšoki (720) a básnická sbírka Manjóšú (asi 760).
Na počátku osmého století byl vydán příkaz na sestavení záznamů z provincií, tzn. Fudoki. Měly zde být zahrnuty hospodářské a geografické poměry, místní zvyky, mýty a legendy. Popisné části jsou psány čínsky, legendy japanizovanou čínštinou a písně a poezie japonsky s fonetickým použitím čínských znaků.[zdroj?]
Po staletí kolovaly legendy a mýty pouze v ústním podání zásluhou tzv. kataribe, skupin či rodin profesionálních pěvců a vypravěčů. V předmluvě kroniky Kodžiki je dokonce uvedeno jméno Hieda no Are. Na základě jeho/jejího vyprávění byla částečně kronika napsána. Všechny mýty, legendy a další údaje byly přednášeny v japonštině, a proto je kronika napsaná japonsky.[zdroj?]
Kronika Nihonšoki (Nihongi) má spíše historickou hodnotu než literární. Jako první v řadě zahájila tradici oficiálních kronik Japonska, jež se souhrnně nazývají Rikkokuši (Šest státních kronik). Vznikly v období Nara a Heian. Po Nihongi následovaly kroniky Šoku Nihongi, Nihonkóki, Šoku Nihonkóki, Montoku Džicuroku a Sandai džicuroku.
Ve sbírce Engišiki z konce 10. století, jsou zahrnuty Noritó – šintoistické modlitby, kultovní projevy, prosby za ochranu a bohatou úrodu. Původně se tradovaly ústně v rodech Imibe a Nakatomi a do dnešní doby se jich zachovalo 217.[zdroj?]
Z let 697 až 789 se zachovalo 62 císařských výnosů Semmjó. Byly vydávány k slavnostním a významným příležitostem, k zažehnání nebezpečí apod.[zdroj?]
Díky velkému vlivu čínské kultury se čínština stala i úředním jazykem. Až do 19. století na japonském území vznikala paralelně spolu s japonskou i literatura psaná čínsky, kanbun (漢文). Její součástí jsou i básně kanši (漢詩).[zdroj?]
- Kaifúsó (751) – Tráva objímající vítr je sbírka básní psaných čínsky z pozdního období Nara. Je z nejstarších básnických sbírek Japonska. Obsahuje na 120 básní od 64 autorů, většinou císařů a příslušníků aristokracie. Náměty i styl čerpá v čínské soudobé poezii (dynastie Tchang).[zdroj?]

#### Autoři
- Kúkai – buddhistický mnich. Mimo jiné přispěl k uspořádání abecedy kana a sestavil první slovník čínských znaků
- Sugawara no Mičizane – politik, básník a dějepisec období Nara a Heian. Jeden z autorů kanši i japonské waka
- Ó no Jasumaro – (8. století) jeden ze sestavovatelů kroniky Kodžiki na příkaz císařovny Gemmei a kroniky Nihongi.
- Ótomo no Jakamoči – je považován za jednoho z básníků, kteří sestavovali básnickou sbírku Manjóšů. Je také považován za posledního velkého básníka básnické formy čóka.
- Kakinomoto no Hitomaro

### Klasická literatura období Heian
Literatura klasického období, nebo také literatura heianská, spadá do 8. až 12. století, její dozvuky lze vypozorovat i později až do století třináctého. Tato historická etapa je považována za kulturní rozkvět a zlatý věk japonské literatury. Na císařském dvoře vzniká velké množství textů, ve světě nevídaným jevem je próza a poezie psaná ženami. Rozvíjí se také nové žánry, především prozaické.[zdroj?]

#### Poezie
Vznikly básnické sbírky psané čínsky, kdy z posledních velkých básníků je Sugawara no Mičizane.[zdroj?]
- Kokinwakašú (Kokinšú) sbírka pochází z počátku 10. století. Předmluva byla napsána japonsky Ki no Curajukim a dále obsahuje přes 1000 básní. Stala se první básnickou sbírkou na příkaz císaře. Do 20. století takovýchto sbírek vzniklo dvacet jedna.
- Uta awase' – básnické soutěže, společenské a literární setkání na císařském dvoře. Průběhy soutěží byly pečlivě zaznamenávány, básně se psaly japonsky.
- Šinkokinwakašú / Šinkokinšú (Nová sbírka starých a současných básní) je osmá císařská antologie dokončená v roce 1205, tedy v pozdně klasickém období. Jejími kompilátory jsou Fudžiwara no Teika, Fudžiwara no Ariie, Minamoto no Mičitomo a další. Zastoupeni jsou např. Fudžiwara no Šunzei, Saigjó, kněz Džien, čínskou předmluvu napsal Hino no Čikacune a japonskou Fudžiwara no Jošicune.

#### Próza
Desáté století je počátkem prózy, jejímž průkopníkem je Ki no Curajuki. Novými žánry se staly výpravné prózy monogatari, deníková literatura nikki a črty zuihicu. Nejznámější z děl období Heian a také celé japonské literatury je Příběh prince Gendžiho (Gendži monogatari) od Murasaki Šikibu.[zdroj?]

##### Monogatari
Monogatari, příběhy té doby, se dají rozdělit na několik skupin:
- Uta monogatari (歌物語), příběhy k básním
- Rekiši monogatari (歴史物語), historické romány
- Gunki monogatari (軍記物語), válečné příběhy, feudální hrdinské eposy z 13. století o válkách rodů Taira a Minamoto
- Cukuri monogatari (作り物語), smyšlené příběhy

##### Deníková literatura
Deníková literatura (日記文学) byla psána jak muži, tak ženami. Zatímco muži psali převážně čínsky a text byl omezen na strohé informace, ženské deníky se psaly japonsky, byly prokládány básněmi a zápisky byly živější. Podkategorií jsou deníky cestovní.[zdroj?]

##### Zuihicu
Zápisky neboli črty (zuihicu) jsou formou deníkové literatury avšak časově ani dějově na sebe nenavazují.[zdroj?]
- Sešity pod polštář (Makura no sóši) – deník od dvorní dámy Sei Šónagon, současnicí Murasaki Šikibu, která je považována za nejvýznamnější spisovatelku klasické literatury na přelomu tisíciletí.
- Záznamy z poustevny (Hódžóki) – zápisky mnicha Kamo no Čómei
- Zápisky z dlouhých chvil (Cure zure gusa) – zápisky mistra zuihicu Jošidy Kenkóa z přelomu 13. a 14. století.

#### Autoři
- Fudžiwara no Šunzei
- Fudžiwara no Teika
- Ariwara no Narihira
- Izumi Šikibu
- Jošida Kenkó (Urabe Kanejoši)
- Kamo no Čómei
- Ki no Curajuki
- Minamoto no Takakuni
- Murasaki Šikibu
- Ono no Komači
- Saigjó (Saigjó hoši, mnich Saigjó)
- Sei Šónagon
- Sugawara no Mičizane